# Torbjörn Andersson
Torbjörn Andersson (né en 1942 à Gävle, en Suède et mort le 20 juillet 2015 à Malmö) est un photographe suédois.

## Biographie
Basé à Malmö depuis plus de 30 ans, Torbjörn Andersson a travaillé notamment pour le journal Expressen.
Entre autres choses, il est connu pour une série de photos qu'il a pris sur la place Tian'anmen en 1989.
Il a obtenu le World Press Photo en 1984 et 1986.